# Балка Суха Калинова
Балка Суха Калинова — балка (річка) в Україні у Центрально-Міському районі м. Макіївки Донецької області. Права притока річки Калинової (басейн Азовського моря).

## Опис
Довжина балки приблизно 5,39 км, найкоротша відстань між витоком і гирлом — 4,97  км, коефіцієнт звивистості річки — 1,08 . Формується декількома загатами.

## Розташування
Бере початок біля бульвару 8-го Вересня. Тече переважно на південний схід, перетинає вулиці Чапаєва, Набережну, Карла Лібкнехта і впадає у річку Калинову (Макіївське море), ліву притоку річки Грузької.

## Цікаві факти
- На балці існує декілька териконів[2].